# I-35W Mississippi River bridge
I-35W Mississippi River bridge (oficiálně označovaný jako Bridge 9340) byl osmiproudový dálniční most v Minneapolis dlouhý 579 metrů, který se během večerní dopravní špičky 1. srpna 2007 v 18:05 místního času zřítil do řeky Mississippi. Při neštěstí zahynulo několik lidí a mnoho bylo zraněno.
Most byl uveden do provozu v roce 1967, sloužil pro dálniční přemostění řeky Mississippi v Minneapolis v americkém státě Minnesota. Byl třetím nejvytíženějším mostem v Minnesotě, denně přes něj přejelo 141 tisíc vozidel. V době pádu na konstrukci mostu probíhaly opravy.
Následně byl v krátké době na jeho místě postaven nový most, desetiproudový I-35W Saint Anthony Falls Bridge. Otevřen byl 10. září 2008.

## Galerie

Poloha
Pád mostu
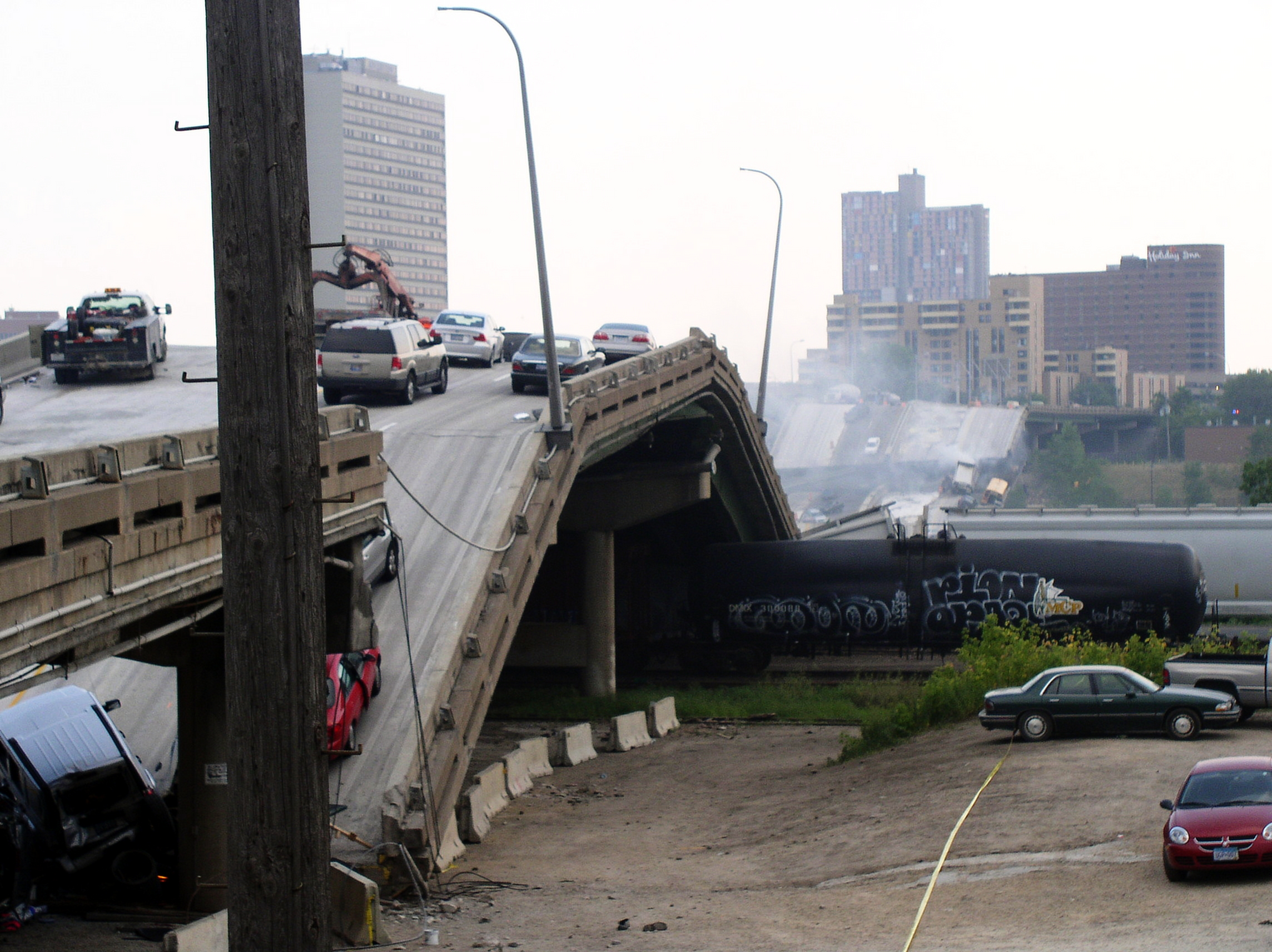
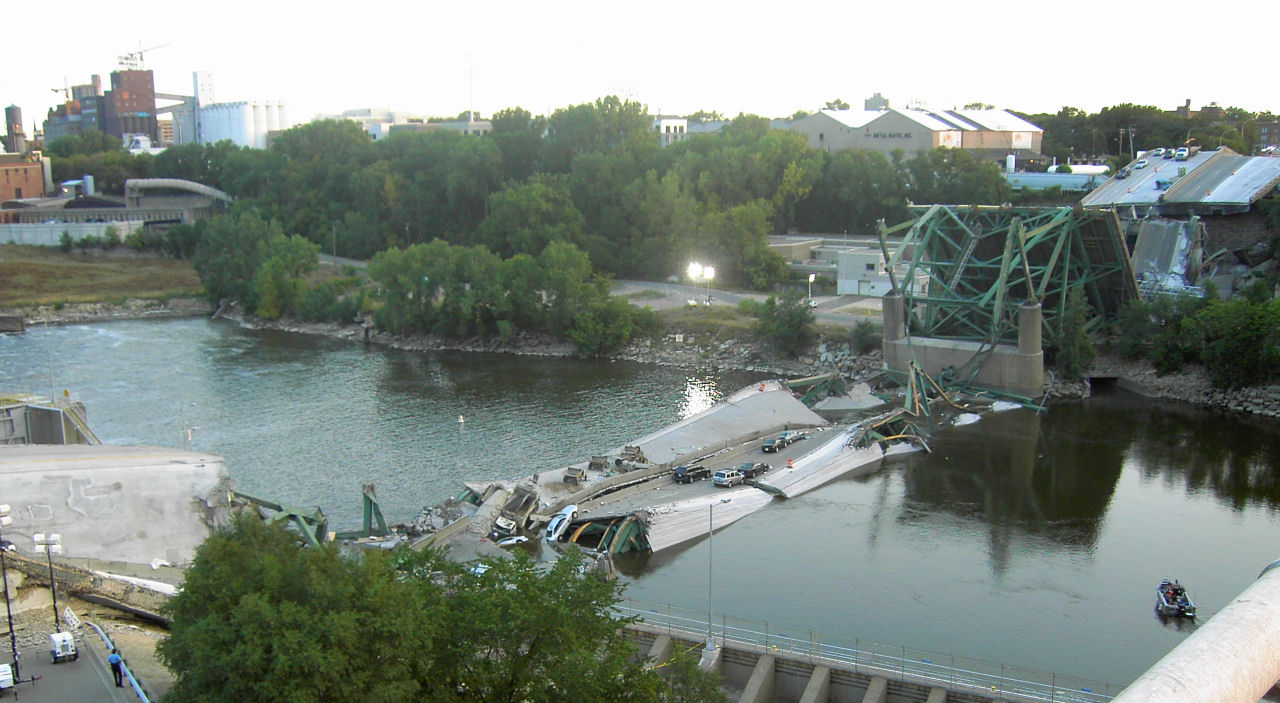